# Port lotniczy Bluefields
Port lotniczy Bluefields (ang. Bluefields Airport) (IATA: BLU, ICAO: MNBL) – port lotniczy zlokalizowany w Bluefields, w Nikaragui.

## Linie lotnicze i połączenia
- Atlantic Airlines (Corn Island, Managua, Puerto Cabezas)
- La Costeña (Corn Island, Managua, Puerto Cabezas)